# Longare
Longare település Olaszországban, Veneto régióban, Vicenza megyében. Lakosainak száma 5499 fő (2023. január 1.). Longare Castegnero, Grumolo delle Abbadesse, Montegalda, Torri di Quartesolo, Arcugnano, Montegaldella és Vicenza községekkel határos.

## Népesség
A település népességének változása:
| Lakosok száma | 5731 | 5684 | 5499 |
|               | 2017 | 2018 | 2023 |